# Campionati del mondo di ciclocross 2019 - Gara femminile Elite
La ventesima edizione della gara femminile Elite dei Campionati del mondo di ciclocross 2019 si svolse il 2 febbraio 2019 con partenza ed arrivo da Bogense in Danimarca, su un percorso iniziale di 150 mt più un circuito di 2,6 km da ripetere 7 volte per un totale di 18,35 km. La vittoria fu appannaggio della belga Sanne Cant, la quale terminò la gara in 47'53", alla media di 22,986 km/h, precedendo le olandesi Lucinda Brand e Marianne Vos terza.
Partenza con 40 cicliste, delle quali 36 portarono a termine la competizione.

## Squadre partecipanti
| N.    | Cod. | Squadra     |
| ----- | ---- | ----------- |
| 1-4   | BEL  | Belgio      |
| 5-9   | USA  | Stati Uniti |
| 12-17 | NLD  | Paesi Bassi |
| 18-19 | FRA  | Francia     |
| 20-22 | GBR  | Regno Unito |
| 23    | CAN  | Canada      |
| 24-26 | ESP  | Spagna      |
| 27-28 | ITA  | Italia      |
| 29-31 | CZE  | Rep. Ceca   |

| N.    | Cod. | Squadra     |
| ----- | ---- | ----------- |
| 32    | JPN  | Giappone    |
| 33    | LUX  | Lussemburgo |
| 34    | GER  | Germania    |
| 35-36 | DEN  | Danimarca   |
| 37-38 | POL  | Polonia     |
| 39    | SWE  | Svezia      |
| 40-41 | SUI  | Svizzera    |
| 42    | AUT  | Austria     |

## Ordine d'arrivo (Top 10)
| Pos. | Corridore       | Squadra       | Tempo   |
| ---- | --------------- | ------------- | ------- |
| 1    | Sanne Cant      | Belgio        | 47'53"  |
| 2    | Lucinda Brand   | Paesi Bassi   | a 9"    |
| 3    | Marianne Vos    | Paesi Bassi   | a 15"   |
|      | Denise Betsema  | Paesi Bassi   | a 25"   |
| 5    | Annemarie Worst | Paesi Bassi   | a 34"   |
| 6    | Jolanda Neff    | Svizzera      | a 1'16" |
| 7    | Kaitlin Keough  | Stati Uniti   | a 1'21" |
| 8    | Nikki Brammeier | Gran Bretagna | a 1'37" |
| 9    | Sophie de Boer  | Paesi Bassi   | a 1'59" |
| 10   | Ellen Van Loy   | Belgio        | a 2'05" |